# Apeadeiro de Malhada Sorda
O Apeadeiro de Malhada Sorda é uma gare encerrada da Linha da Beira Alta, que servia a localidade de Malhada Sorda, no Distrito da Guarda, em Portugal. O abrigo de plataforma situava-se do lado norte da via (lado esquerdo do sentido ascendente, a Vilar Formoso).

## História
A Linha da Beira Alta abriu provisoriamente ao serviço em 1 de Julho de 1882, tendo a linha sido totalmente inaugurada em 3 de Agosto do mesmo ano, pela Companhia dos Caminhos de Ferro Portugueses da Beira Alta.
 

Um despacho da Direcção-Geral de Caminhos de Ferro, publicado no Diário do Governo n.º 107, Série III, de 11 de Maio de 1951, aprovou um projecto da Companhia dos Caminhos de Ferro Portugueses para o aditamento aos quadros de distâncias de aplicação na Linha da Beira Alta, com o fim de atribuir distâncias próprias ao apeadeiro de Noémi, tendo sido modificadas as distâncias de Malhada Sorda, Miuzela, e Castelo Mendo, que tinham então a categoria de paragem.